# Zwerfafval

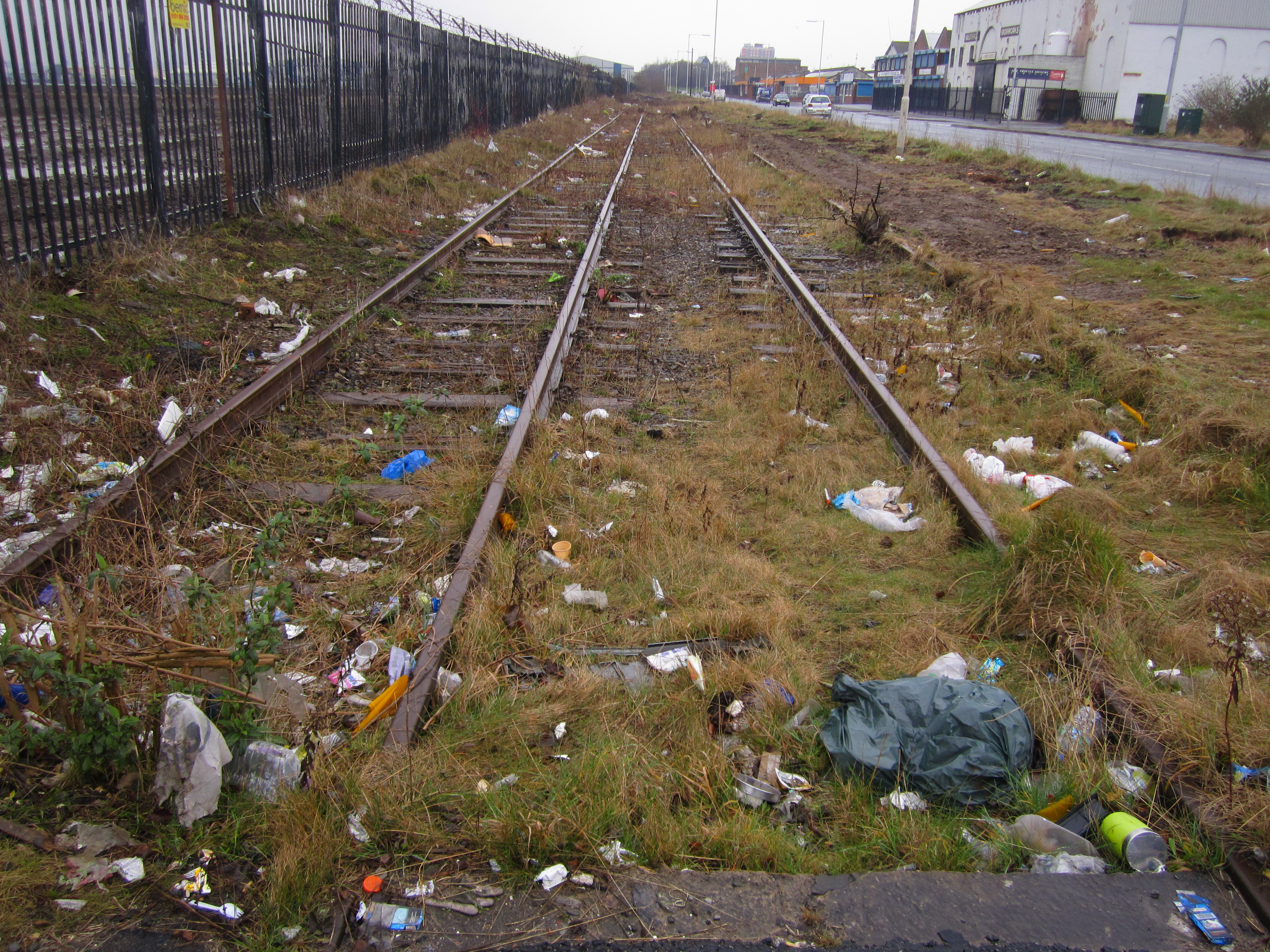
Zwerfafval langs het spoor

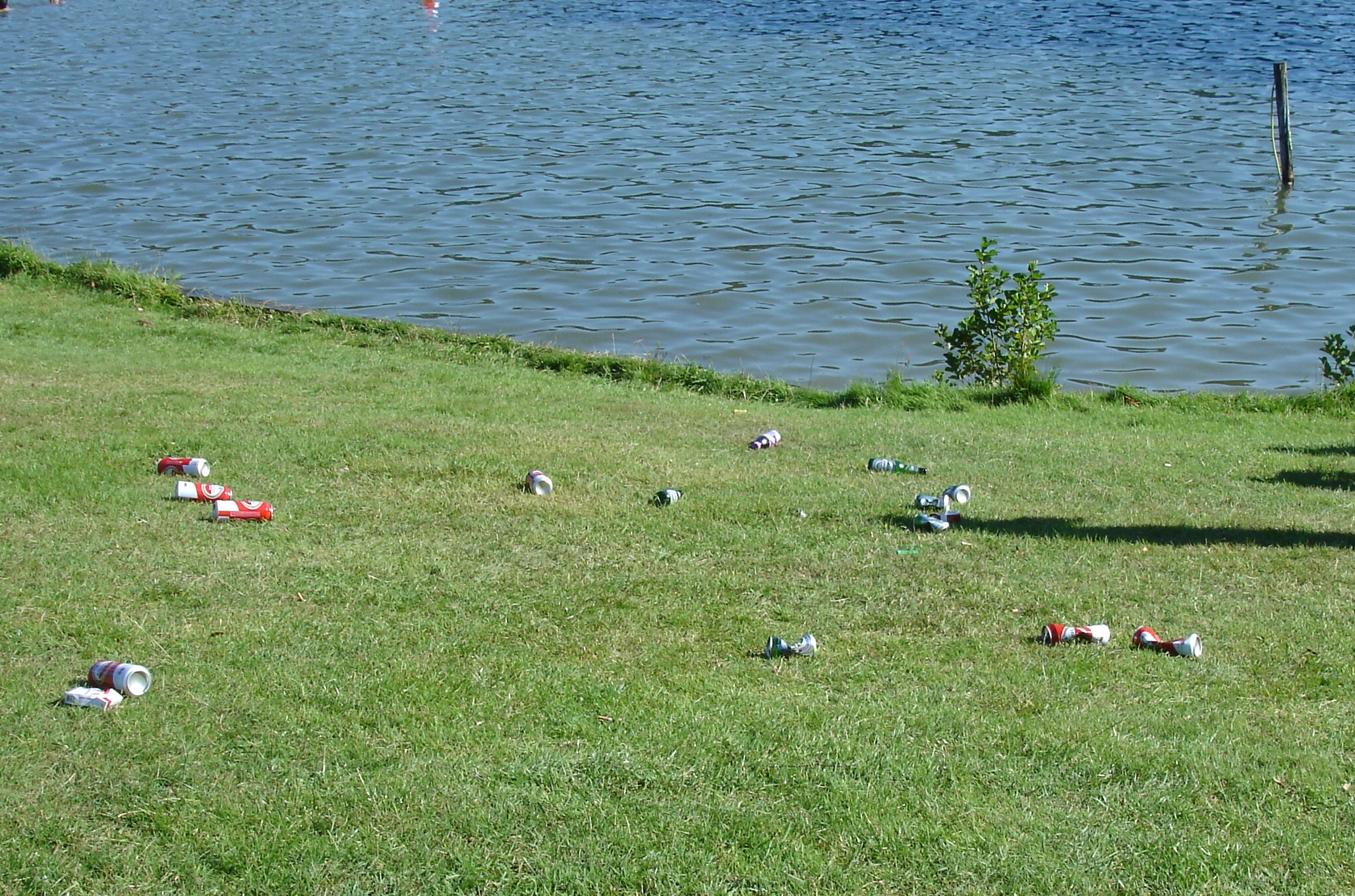
Zwerfafval op een recreatieplek, 2007

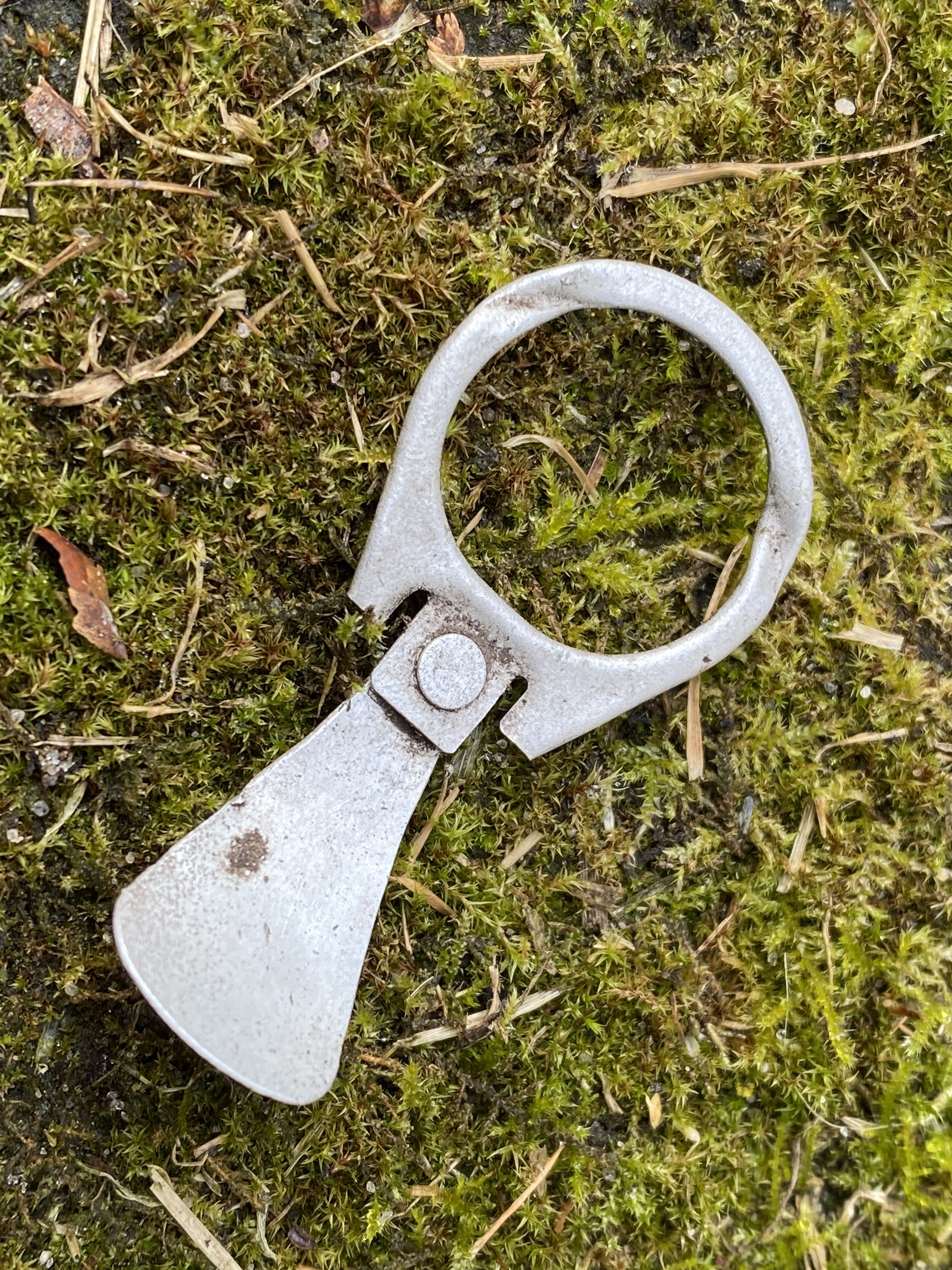
Losliggend treklipje van een blikje in vrije natuur, 2020

Zwerfafval of zwerfvuil is al het afval dat rondslingert op plekken die daar niet voor bestemd zijn, bijvoorbeeld op straat, in de berm, op het strand of in natuurparken. Het is gewoonlijk afval dat daar door menselijk handelen (bewust of onbewust), door nalatigheid, of door natuurkrachten (zoals water en wind) terechtgekomen is.
Naast zwerfvuil kan men ook sluikstort (afvaldumping) tegenkomen, achtergelaten door mensen die bewust de ophaling van huisvuil of bedrijfsafval ontwijken, op plaatsen waar het niet mag, op momenten waarop dat niet is toegelaten en/of in de verkeerde bakken of containers.

## Aard van het zwerfvuil
Zwerfvuil bestaat voornamelijk uit verpakkingsmateriaal van consumpties, bijvoorbeeld blikjes, flesjes, sigarettenpakjes, wikkels of frietbakjes (grof zwerfafval) en sigarettenpeuken en kauwgom (fijn zwerfafval). Tijdens de uitbraak van het coronavirus werden ook veel mondmaskers gedumpt.
Een derde categorie zwerfafval bestaat uit grofvuil; groot en/of zwaar weggeworpen afval.
Op basis van het aantal stuks beslaan sigarettenpeuken iets meer dan de helft van al het zwerfvuil op straat.

## Hoeveelheden
In de afgelopen jaren is de hoeveelheid en de samenstelling van het zwerfafval in Europa sterk veranderd. Door veranderde eet- en drinkgewoontes zijn steeds meer levensmiddelen in kleinere verpakkingen verkrijgbaar, los verpakt of voorzien van een on-the-spot verpakking voor consumptie onderweg. Daarbij is sinds de invoering van het rookverbod in vele landen de hoeveelheid fijn zwerfafval in de vorm van peuken sterk toegenomen, omdat rokers vaker buiten roken.

### België
In Vlaanderen is de totale geschatte hoeveelheid zwerfafval in 2019 (22,6 miljoen kilogram) en 2018 aanzienlijk toegenomen ten opzichte van 2017. Analisten stellen dat dit erop wijst dat het beleid van Fost Plus niet lijkt te werken.

### Nederland
Per jaar worden er door rokers in Nederland ongeveer 9 miljard peuken op de grond gegooid. Schattingen van de totale hoeveelheid zwerfafval in Nederland lopen uiteen van 50 miljoen tot bijna 300 miljoen kilo per jaar.

## Statiegeld

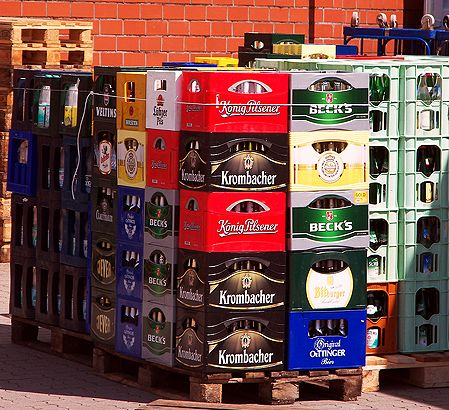
Statiegeldflessen

Een mogelijkheid om het zwerfafval terug te dringen is het invoeren van statiegeld. Hiermee wordt de consument gestimuleerd de verpakking terug te brengen naar de winkel. En als iets toch wordt weggegooid, dan zal een vinder meer bereid zijn het naar de winkel te brengen. Met statiegeld worden de kosten die zwerfvuil veroorzaken ook weggehaald bij de burgers en lokale overheden.

## België
Vanuit de overheid bestaat in Vlaanderen het initiatief Mooimakers van de Openbare Vlaamse Afvalstoffenmaatschappij (OVAM), Fost Plus en de Vereniging van Vlaamse Steden en Gemeenten (VVSG). In Wallonië bestaat de Be Wapp-campagne. Fost Plus is echter een bedrijf dat gefinancierd wordt door grote drankproducenten en supermarktketens. Omdat Fost Plus deze campagnes financiert, is er volgens journalisten en milieuorganisaties hierbij sprake van belangenvermenging.
Een bekend burgerinitiatief zijn de Proper Strand Lopers, een burgerbeweging die zwerfafval van de stranden van de Belgische kust haalt. Daarnaast zijn er ook groepen die zich op gemeentelijk niveau inzetten in de strijd tegen zwerfvuil.

## Nederland

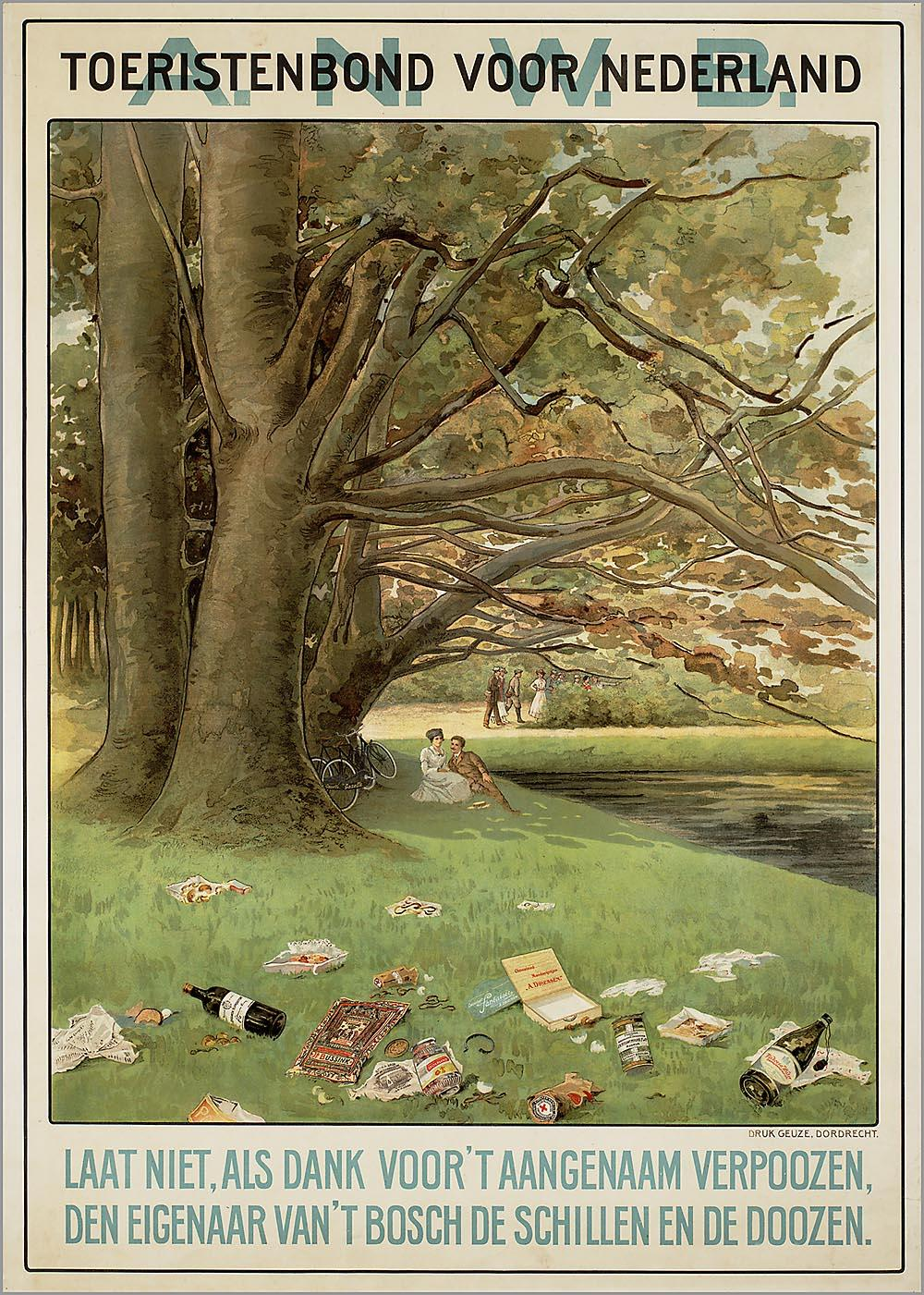
ANWB-bord tegen zwerfvuil (ca. 1900)

In Nederland hebben gemeenten en Rijkswaterstaat namens de overheid een taak bij het opruimen van zwerfafval. De politie en gemeentelijke opsporingsambtenaren beboeten burgers die blikjes, flesjes of ander afval op straat gooien. De boete bedraagt 140 euro, behalve indien de verdachte jonger dan 16 jaar oud is, dan wordt de boete gehalveerd.

### Oplossingen
In de strijd tegen zwerfafval worden afvalbakken, veegwagens en ampikkelateurs ingezet. 

### Kosten
In 2010 heeft Deloitte onderzoek gedaan naar de kosten van zwerfafval. Hierin is berekend dat (in 2010) de kosten voor de preventie en verwijdering van zwerfafval circa € 250 miljoen per jaar bedragen, waarvan de gemeenten gezamenlijk € 193 miljoen (77%) voor hun rekening nemen, en overige partijen (zoals gebiedsbeheerders en landelijke organisaties) € 57 miljoen (23%) besteden. Deze € 250 miljoen wordt vervolgens voor 88% besteed aan reinigingsactiviteiten, 5,5% wordt ingezet voor de verwerking van zwerfafval, en 6,5% gaat op aan preventie via bewustwordingsprogramma’s en innovatie.

### Gevolgen
Het duurt heel lang voordat zwerfafval uit het milieu verdwijnt, en de afbreektijd van afval is sterk afhankelijk van het materiaal, de omgeving en de weersomstandigheden. Biologisch afbreekbaar afval verdwijnt het snelst, maar zelfs in dat geval spreken we nog over maanden tot jaren. Zo duurt het minimaal 20 jaar voordat kauwgom is vergaan, en een sigarettenpeuk heeft 2 tot 12 jaar nodig om door de natuur afgebroken te worden, en zelfs dan kunnen plastic resten uit het filter in het milieu achterblijven. Kunststof en metaal zijn niet biologisch afbreekbaar en kunnen slechts door chemische processen worden afgebroken, zoals verwering en oxidatie, fotodegradatie, etc. Een blikje roest na ruim 50 jaar weg, maar roestvrijstalen, glazen en styrofoam voorwerpen kunnen duizenden jaren in het milieu aanwezig blijven. Gedurende deze tijd kunnen ze hinder of zelfs gevaar opleveren voor mens, dier en milieu. Bovendien zijn de afbraakproducten van kunststof materiaal (ook wel bekend als microplastics) vaak zelf ook schadelijk, en kunnen makkelijk in de voedselketen worden opgenomen.
Burgers ergeren zich vaak aan zwerfafval. Zwerfafval is een milieuprobleem en een probleem voor de leefomgeving. Uit het onderzoek 'Inzamel en beloningssystemen ter vermindering van zwerfafval' blijkt dat Nederlanders zich meer ergeren aan de vervuiling en verloedering van hun directe leefomgeving dan aan files en sigarettenrook.
Een onderzoek uit 2016 toonde aan dat zwerfafval veruit de grootste ergernis is onder burgers.
Zwerfafval draagt bij aan de verloedering van steden en vergroot daarmee het gevoel van onveiligheid bij burgers. Ook voor toeristische centra is een schone omgeving van groot belang, omdat dit het verblijf aangenamer maakt. Daarnaast kan zwerfafval langs en op de weg gevaren voor de verkeersveiligheid opleveren. Weggegooide sigarettenpeuken kunnen brand veroorzaken.

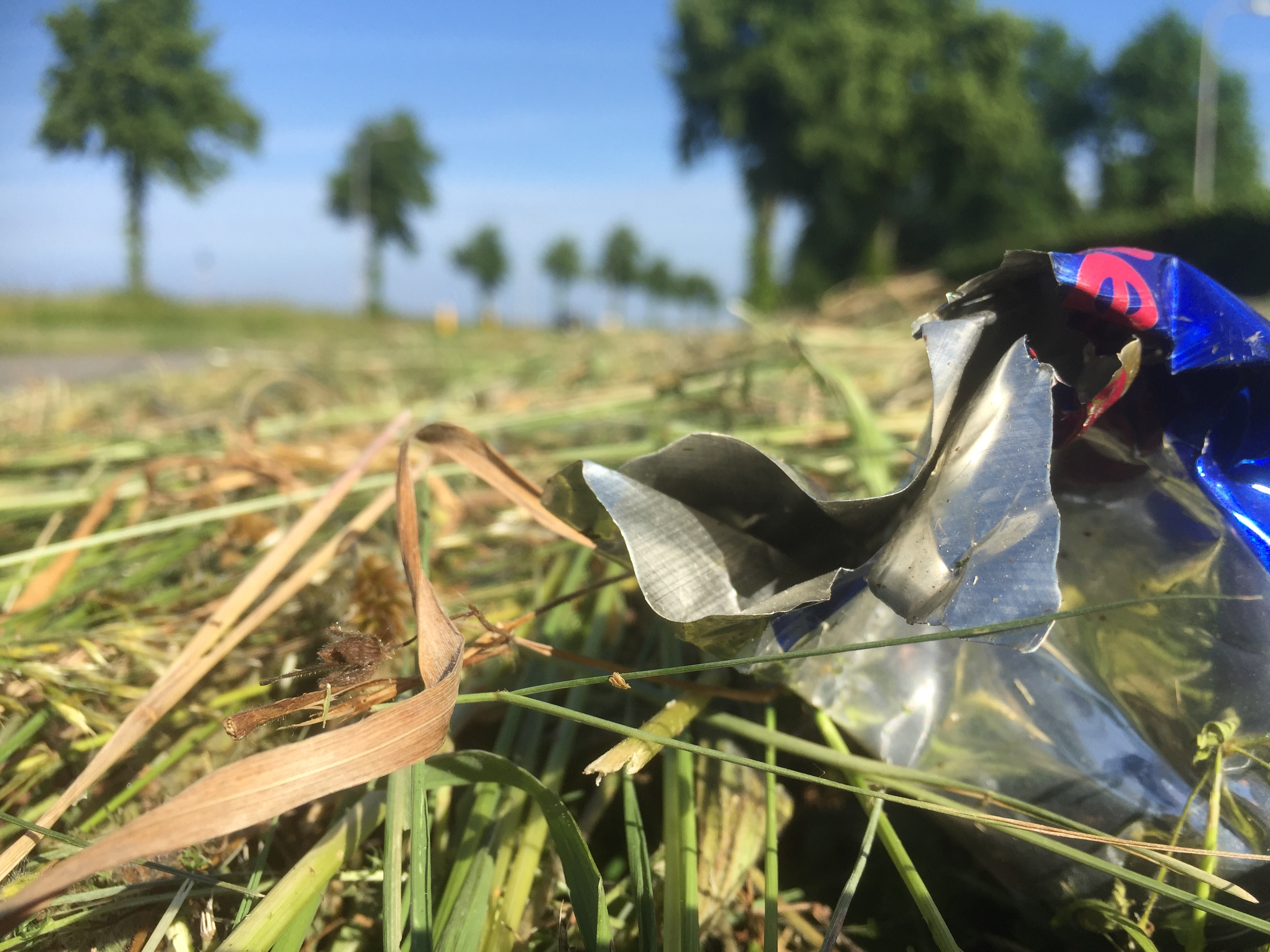
In de berm ligt een blikje energy drink van het merk Red Bull, dat als zwerfafval daar is neergeworpen. Een maaimachine dat het bermgras maaide, heeft het blikje opengescheurd. De hierdoor ontstane scherpe deeltjes, kunnen runderen van binnen open snijden en een vreselijke, langzame dood veroorzaken. Red Bull behoort tot de top 3 van merken die in de berm worden gevonden volgens de "Zwerfinator".

Zwerfafval kan ook een gevaar vormen voor de volksgezondheid, veiligheid en dierenwelzijn.
Wanneer regenwater zich verzamelt in holtes van (kunststof) zwerfafval (plastic zeil, autoband), kunnen hierin ziektes en parasieten groeien. Organisch afval in het water kan algenbloei veroorzaken, wat schadelijk is voor mens en dier. Dieren kunnen gezondheidsschade ondervinden doordat ze zich aan de voorwerpen bezeren, ze per ongeluk opeten, of erin verstrikt raken. Verder kunnen dieren en mensen gezondheidsschade ondervinden van de afbraakproducten, wanneer bijvoorbeeld microplastics in ons eten en drinkwater terechtkomen.
Zwerfafval trekt ongedierte aan. Zo knagen ratten rietjes van McDonald's open om de zoete resten op te eten, en laten daarbij stukjes plastic achter in de natuur. 
Het opruimen van zwerfafval is derhalve noodzakelijk, maar brengt kosten met zich mee. In zekere zin kan opruimen ook preventief werken: mensen zijn eerder geneigd afval neer te gooien op plekken waar al rommel ligt, dan op schone plekken.
In 2018 bleek uit onderzoek dat er in Nederland jaarlijks zo'n 4.000 koeien sterven, en er gemiddeld 12.000 letsel overhouden doordat er stukjes blik in hun maag belanden.

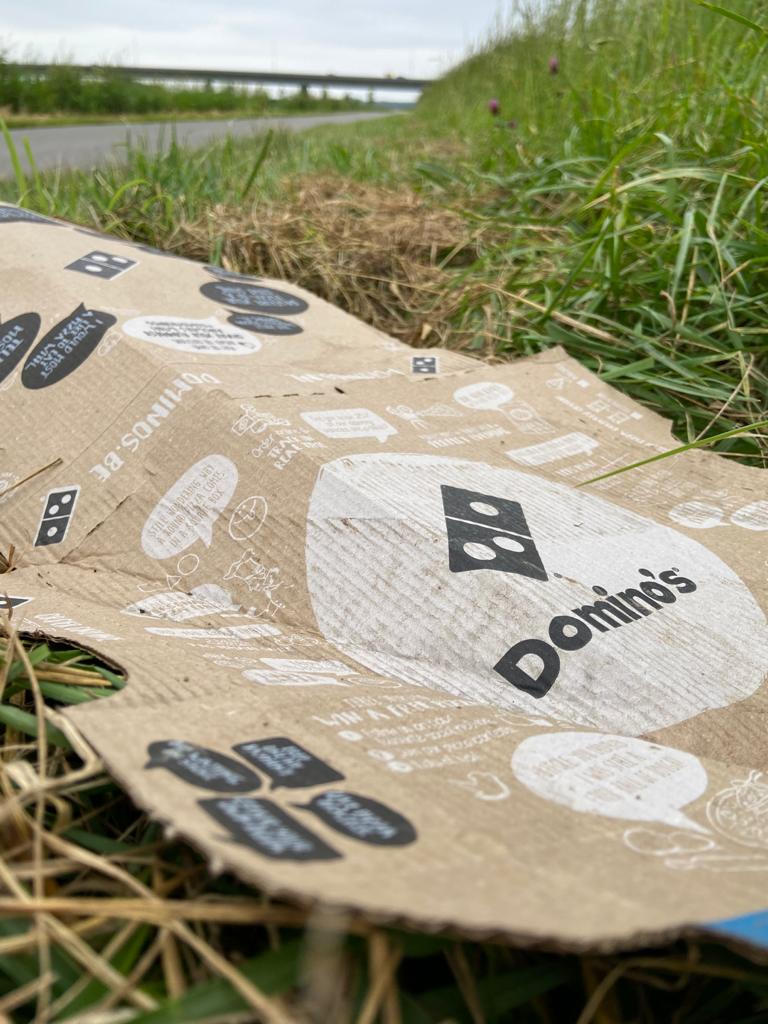
Langs een landweg bij Wilp ligt een pizzadoos van Domino's. Uit onderzoek blijkt dat pizzadozen van deze keten PFAS bevatten.

In 2021 bleek uit een in Europese landen uitgevoerd onderzoek, dat verpakkingen van fastfoodketens schadelijke PFAS-stoffen bevatten.

### Veroorzakers
Volgens onderzoek (2014) onderschrijft twee procent van de mensen de stelling ‘ik laat weleens afval achter op een plek die daar niet voor bestemd is’. Jongeren van 12 tot 24 jaar veroorzaken meer zwerfafval dan de gemiddelde Nederlander. Automobilisten, recreanten, rokers en jongeren zijn specifieke doelgroepen binnen de campagne die gevoerd wordt door de Stichting Nederland Schoon.

### Boetes

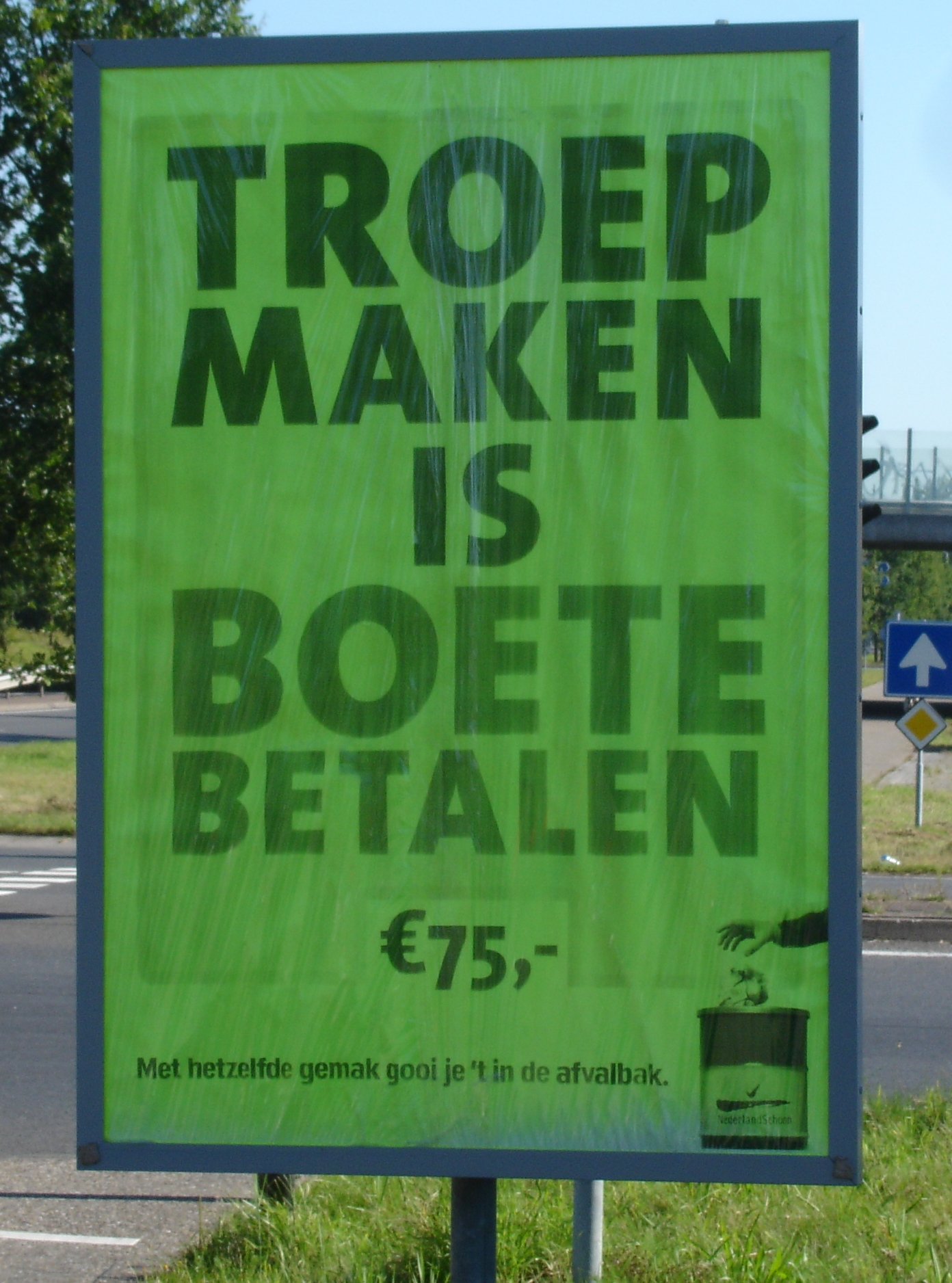
Waarschuwingsbord in 2007. Het bedrag is inmiddels € 140.

Een persoon die afval op straat weggooit kan daarvoor een boete krijgen. De gemeenteraad moet een afvalstoffenverordening vaststellen. Dat staat in artikel 10.23 van de Wet milieubeheer. In zo'n afvalstoffenverordening kunnen regels worden opgenomen om te voorkomen dat zwerfafval in het milieu terechtkomt. In de verordening kan bijvoorbeeld staan dat geen papiertjes, blikjes of flesjes op straat mogen worden gegooid. Wie dit toch doet, pleegt een zogenaamd economisch delict. Dat is geregeld in artikel 1a, onder 3°, van de Wet op de economische delicten. Deze wet vermeldt ook de strafmaat voor overtredingen van de Algemene Plaatselijke Verordening die gebaseerd zijn op de Wet milieubeheer. In dit geval een hechtenis van ten hoogste zes maanden of een geldboete van de vierde categorie. De hoogte van de geldboete staat weer in het Wetboek van Strafrecht. Artikel 23, vierde lid, stelt dat een geldboete van de vierde categorie maximaal 11.250 euro bedraagt. De rechter bepaalt de feitelijke hoogte.
Artikel 74 van het Wetboek van Strafrecht geeft de officier van justitie de mogelijkheid om strafvervolging te voorkomen en de zaak af te doen met een boete. Het Openbaar Ministerie heeft richtlijnen opgesteld voor boetes. Voor het niet op de juiste wijze aanbieden van huishoudelijk afval (en dus ook het veroorzaken van zwerfafval als een papiertje, blikje of flesje) staat een standaard boete van 140 euro. Door dit te betalen, vindt geen strafvervolging plaats. Wordt de boete niet betaald, dan komt de zaak alsnog voor de rechter.
Naast de boete voor burgers die zwerfafval veroorzaken, geldt voor ondernemers de ‘25 meterregel’ (artikel 2.13 van het Activiteitenbesluit milieubeheer), die hen verantwoordelijk stelt voor het zwerfafval in een straal van 25 meter rondom hun bedrijf. De regel luidt: ‘Degene die de inrichting drijft verwijdert zo vaak als nodig etenswaren, verpakkingen, sport- of spelmaterialen, of andere materialen die uit de inrichting afkomstig zijn of voor de inrichting zijn bestemd binnen een straal van 25 meter van de inrichting.’

### Afvalovereenkomsten met het bedrijfsleven

#### Convenant verpakkingen
Eind 2002 is VROM, namens de Rijksoverheid, met het bedrijfsleven en de Vereniging van Nederlandse Gemeenten (VNG) het Convenant Verpakkingen overeengekomen. Hoofddoelen waren om de hoeveelheid verpakkingsafval te beperken en het hergebruik te bevorderen.
Daarbinnen werd het Deelconvenant Zwerfafval vastgesteld. De afspraken in het Deelconvenant vielen binnen het gedachtegoed van de producentenverantwoordelijkheid. Dit betekent dat producenten en bedrijven die producten op de markt brengen (mede)verantwoordelijk zijn voor die producten in het afvalstadium.
De doelstellingen van het deelconvenant zwerfafval waren:
- Het bedrijfsleven draagt er zorg voor dat uiterlijk in het jaar 2005 de hoeveelheid blikjes en flesjes in het zwerfafval met ten minste 80% is afgenomen (van 50 miljoen in 2001).
- Het bedrijfsleven is verplicht zich aantoonbaar in te spannen zodat de hoeveelheid blikjes en flesjes in het zwerfafval voor 1 januari 2005 is afgenomen met ten minste 2/3 (van 50 miljoen in 2001).
- De Rijksoverheid, de VNG en het bedrijfsleven dragen er zorg voor dat door een gezamenlijke inspanning uiterlijk in het jaar 2005 het overige zwerfafval met ten minste 45% ten opzichte van het jaar 2002 is verminderd.

#### Activiteitenbesluit milieubeheer
Op 1 januari 2008 ging het Activiteitenbesluit milieubeheer van kracht. Hierin werd onder andere geregeld dat ondernemers de openbare ruimte rond hun inrichting (winkel, zaak) schoon moeten houden. Geregeld is dat de ondernemer tot een afstand van 25 meter het afval afkomstig uit zijn inrichting, of bestemd voor zijn inrichting, op moet ruimen.

#### Impulsprogramma
In de Raamovereenkomst tussen VROM, het bedrijfsleven en de VNG over de aanpak van de dossiers verpakkingen en zwerfafval voor de jaren 2008 t/m 2012 is afgesproken dat tot eind 2012 jaarlijks 11 miljoen beschikbaar is in het Afvalfonds voor de aanpak van zwerfafval. In het Impulsprogramma (2007-2009) zat daar ook nog 5 miljoen per jaar bij van VROM, maar dat viel in 2010 weg.
Van 2007 t/m 2009 was dit bedrag bestemd voor het Impulsprogramma Zwerfafval. Dit programma had tot doel het bedrijfsleven, gemeenten, de rijksoverheid en andere betrokkenen of belanghebbenden krachtig aan te sporen om zwerfafval, gezamenlijk intensiever en efficiënter aan te pakken. Het primaire doel daarbij was om een omslag teweeg te brengen in het handelen van bedrijven en consumenten, waardoor minder zwerfafval zou ontstaan.

#### Focusprogramma
Vanaf 2010 t/m 2012 werkte het Focusprogramma zwerfafval. Dit programma had als doel dat Nederland over drie jaar daadwerkelijk schoner is en als schoner wordt beleefd. Het accent lag op het vasthouden en implementeren van wat was bereikt en op het aanjagen van activiteiten die nog onvoldoende waren ontwikkeld. Nieuw in dit programma was de extra aandacht voor specifieke gebieden. Dit zijn de gebieden die, volgens de objectieve monitor die gedurende het Impulsprogramma was uitgevoerd, sterker vervuild zijn dan andere gebieden of de complete zwerfafvalbeleving sterk beïnvloeden. Het gaat hierbij om OV-gebieden, de omgeving van onderwijsinstellingen, binnensteden/winkelgebieden, stedelijke wijken waarin deze gebiedstypen veelvuldig voorkomen en parkeerplaatsen langs snelwegen. De VNG en VNO-NCW waren eindverantwoordelijkheid voor het Focusprogramma, waarbij de operationele werkzaamheden zijn gedelegeerd aan respectievelijk Agentschap NL (voorheen SenterNovem) en Stichting Nederland Schoon.
De belangrijkste pijlers van het Focusprogramma waren:
- Gedragsbeïnvloeding van burgers/consumenten
- Verdere optimalisatie en intensivering van een integrale zwerfafvalaanpak door gemeenten en overige beheerders
- Nadruk op focusgebieden en vergroten van de betrokkenheid van de hierbij relevante intermediairs
- Verdere vergroting van betrokkenheid en innovaties vanuit het bedrijfsleven
- Een monitoringssysteem en kennisverdieping door onderzoek

Rijkswaterstaat en de NVRD (Koninklijke Vereniging voor Afval- en reinigingsmanagement) ondersteunen, in opdracht van de VNG, de gemeenten via het Actieprogramma Gemeente Schoon. Gemeente Schoon ondersteunt gemeenten op basis van lidmaatschap met hun vraagstukken en beleid op het gebied van zwerfafval.

#### Raamovereenkomst Verpakkingen
In 2012 is de Raamovereenkomst Verpakkingen 2013-2022 gesloten tussen het Ministerie van Infrastructuur en Milieu, VNG en het verpakkende bedrijfsleven. Deze overeenkomst vormt de basis voor de oprichting van het Afvalfonds Verpakkingen en de hieronder vallende organisaties die zich bezighouden met recycling (Nedvang), opbouw en delen van kennis (Kennisinstituut Duurzaam Verpakken, KIDV) en zwerfafval (Stichting Nederland Schoon).

### Resultaten onderzoek Milieu Centraal 2015
Mede dankzij jaarlijkse schoonmaakacties van Stichting De Noordzee, die de hele Noordzeekust van zwerfafval ontdoet, en talloze andere initiatieven, concludeerde Milieu Centraal in 2015 dat de Nederlandse badstranden tussen de jaren 2005 en 2015 schoner zijn geworden, echter werd er geen duidelijke af- of toename waargenomen van het zwerfafval in de tussengelegen Nederlandse stranden (alles behalve de badstranden).
Van sommige specifieke afvalfracties werd er significant meer gevonden (bijvoorbeeld ballonnen en plastic flessendoppen), van andere significant minder (bv. plastic flesjes), andere fracties blijven gelijk (bv. plastic tassen).
Minstens 30% van het aangetroffen afval aan de Nederlandse kust was consumentenafval afkomstig van dagjesmensen, of uit het achterland, via rivieren en waterwegen aangevoerd.
44% van het afval was afkomstig van bedrijven, zoals scheepvaart en visserij, en van 26% van het afval was de oorsprong onduidelijk.

### Burgerinitiatieven
Omdat overheden volgens de bewoners van dorpen en steden tekortschieten in het opruimen van zwerfafval zijn er in Nederland vele burgerinitiatieven ontstaan voor het opruimen van zwerfafval.
Voorbeelden van grootschalige projecten zijn bijvoorbeeld World Cleanup Day, een initiatief van Let's Do It! World, een beweging die in 2008 ontstond in Estland.
Voorbeelden van individuen die zich hier sterk voor maken zijn Merijn Tinga alias de Plastic Soup Surfer en Dirk Groot alias de Zwerfinator.

## Zwerfafval in zee

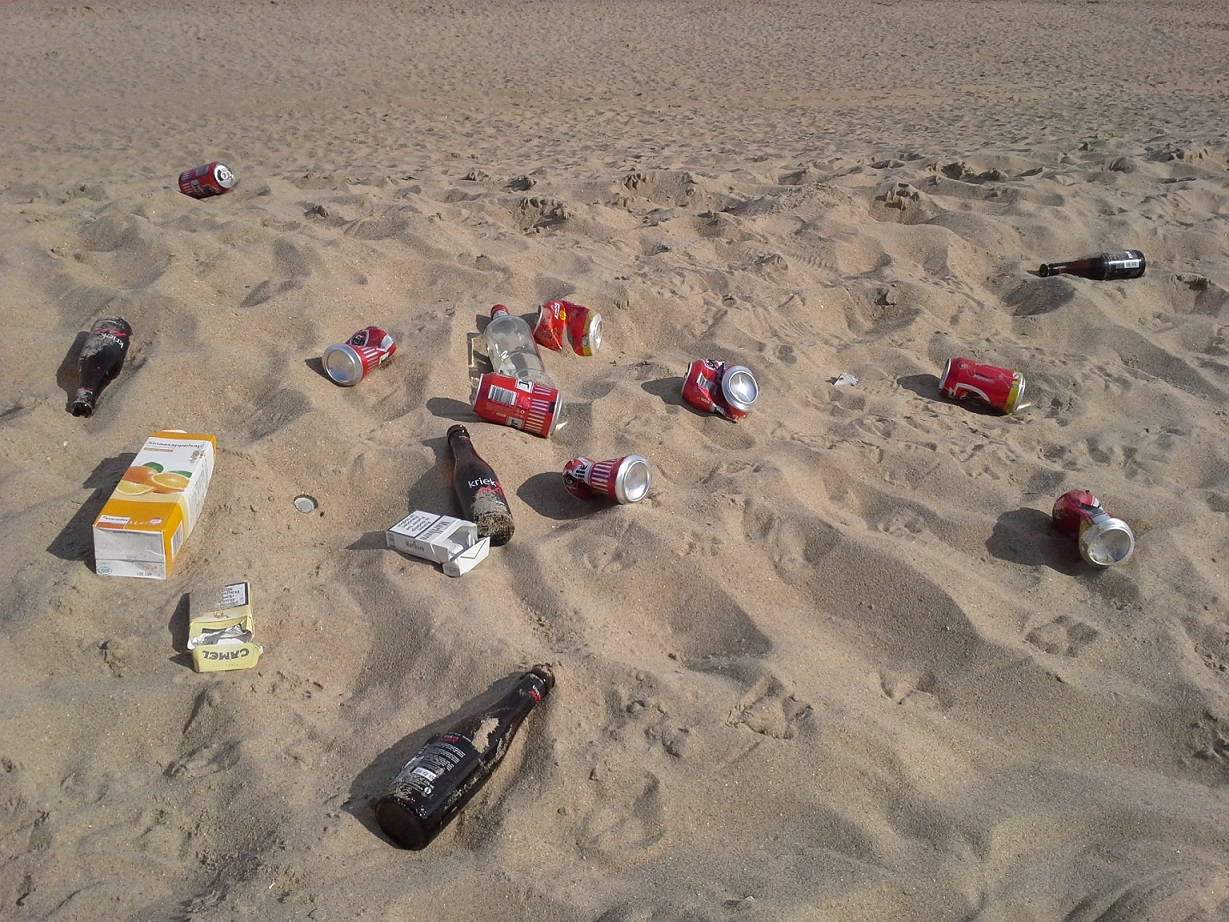
Sluikstorten op het strand

De grootste hoeveelheid zwerfafval drijft rond op de wereldzeeën.
In de Grote Oceaan drijven afvalophopingen die zo'n 100 miljard kilo afval bevatten. Deze draaikolk van afval wordt ook wel de plasticsoep genoemd. Deels bestaat ze uit groter kunststofmateriaal aanwezig, gaande van verpakkingen en visnetten tot kapotte kajaks. Het plastic valt uiteindelijk uiteen in nanodeeltjes. Die vormen een groot deel van de ‘soep’ en zijn een gevaar voor het leven in zee. Het bestaan van deze vuilnisbelten op zee is sinds 1997 bekend en sindsdien zijn ze in omvang alleen maar toegenomen. Door zeestromingen wordt steeds meer afval van overal vandaan naar bepaalde plekken gevoerd. Ook op andere oceanen zijn dit soort afvalconcentraties vastgesteld. Omdat het afval zich in internationale wateren bevindt is het moeilijk om tot afspraken te komen over het opruimen ervan.
Op 8 september 2018 vertrok vanuit San Francisco een eerste “plasticvanger” van The Ocean Cleanup, een 600 meter lange arm in de vorm van een C, die zelfstandig over zee drijft, en plasticafval opvangt.

## Verbod eenmalig gebruik van plastic

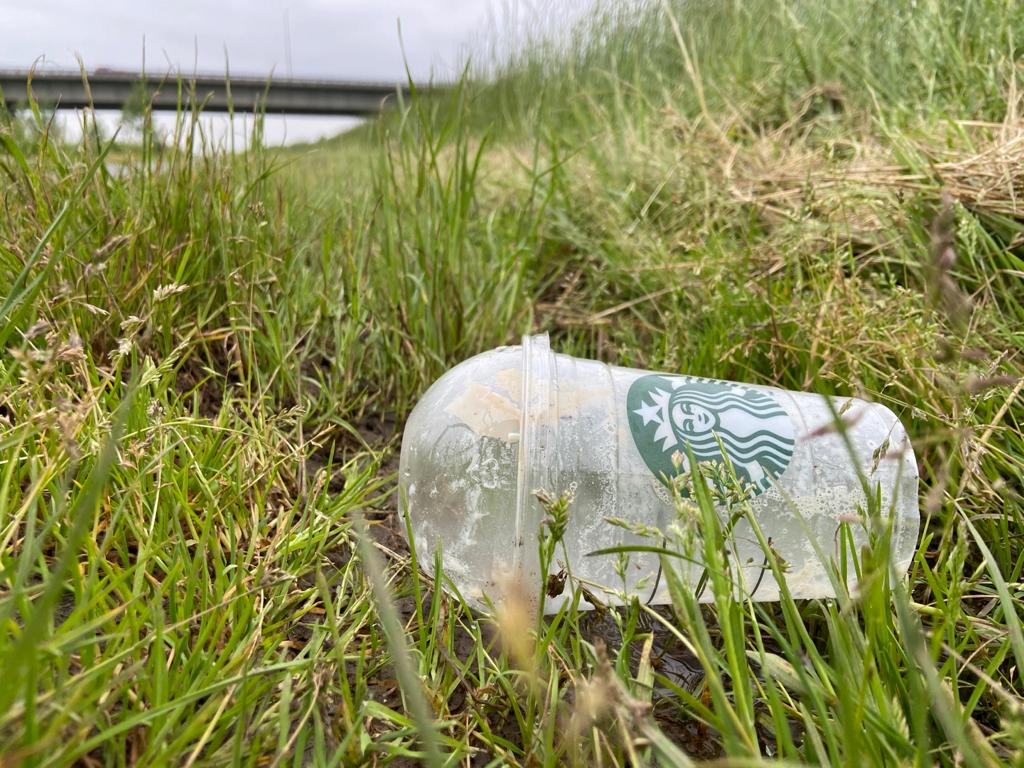
Op 16,1 km van de dichtstbijzijnde Starbucks ligt een weggegooide plastic beker in het gras, langs een landelijke weg bij Wilp.

De Europese Commissie, onder leiding van Frans Timmermans en Jyrki Katainen kwam in mei 2018 met een wetsvoorstel voor een verbod op plastic dat maar een keer gebruikt wordt, waaronder wattenstaafjes, rietjes, roerstaafjes, wegwerpbestek en -borden, en ballonnenstokjes.
De commissie pleit ervoor dat in 2025 90% van de plastic flessen, in hun geheel (dus met dop), gescheiden ingezameld moet worden, bijvoorbeeld via statiegeldregelingen.
Ook wil de commissie dat producenten van plastic etensbakjes, flessen, bekers, babydoekjes en ballonnen zelf de kosten van het opruimen en verwerken van hun afval gaan betalen. Ook fabrikanten van filtersigaretten worden aangeslagen voor de hoeveelheid producten die ze op de markt brengen.
Tevens komen er nieuwe regels die ervoor zorgen dat vissers hun oude netten naar de havens terugbrengen. Het voorstel leidde in juni 2019 tot de Richtlijn 2019/904, die door de lidstaten tegen juli 2021 moet omgezet worden in nationale wetgeving.
Sinds 1 januari 2016 geldt er in Nederland al een verbod op gratis plastic tassen in winkels om zwerfvuil op straat en in zee tegen te gaan.
Dit leidde tot 71 procent minder verkochte plastic tassen, en 40 procent minder plastic tasjes als zwerfafval.
Gratis plastic tassen werden voor het eerst verboden in Denemarken in 1994.
Inmiddels ook in Duitsland, Frankrijk, Engeland, Ierland, Wales, Schotland, Italië, Kenia, Mali, Kameroen, Tanzania, Uganda, Ethiopië, Malawi, Marokko, Zuid-Afrika, Rwanda, Botswana, Australië, en de Amerikaanse staat Californië.